# Holoptelea
Holoptelea is een geslacht uit de iepenfamilie (Ulmaceae). De soorten komen voor in delen van Afrika en op het Indisch subcontinent.

## Soorten
- Holoptelea grandis (Hutch.) Mildbr.
- Holoptelea integrifolia (Roxb.) Planch.